# 스테파니 로마노브

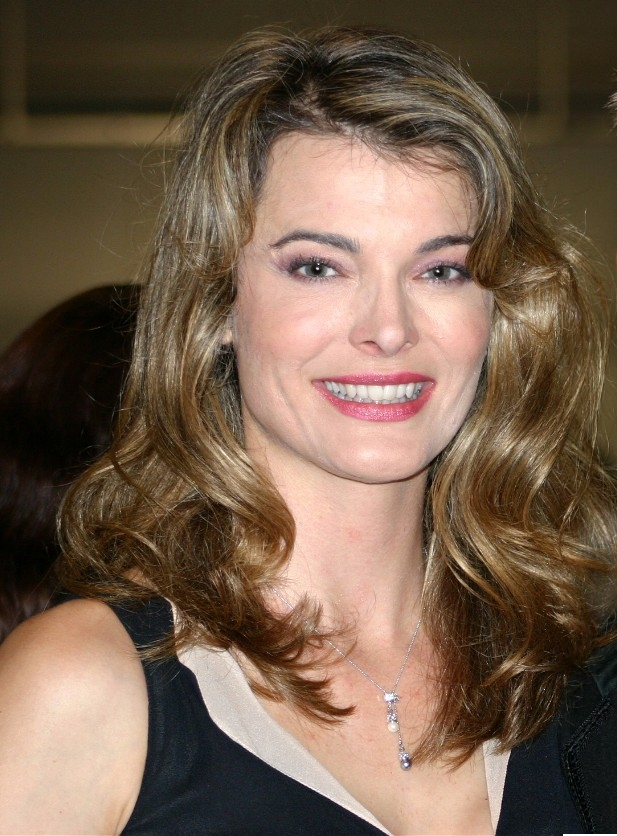

스테퍼니 로머노프(Stephanie Romanov, 영어 발음: /ˈroʊmənɒf/, 1969년 1월 24일 ~ )는 미국의 배우, 모델이다.
라스베이거스에서 태어났다.

## 출연 작품
- 슬럼버 파티 슬로터 (2012년) - 빅토리아 스펜서 역
- 라스트 나잇 (2010년) - 산드라 역
- 파이널 컷 (2004) - 제니퍼 베니스터 역
- 선셋 스트립 (2000년)
- D-13 (2000년)
- 엔젤 (1999년)
- 스파이 하드 (1996년) - 빅토리아/바바라 달 역